# Episodi di Classroom of the Elite

Logo originale della serie

Questa è la lista degli episodi dell'anime Classroom of the Elite, adattamento dell'omonima serie di light novel scritta da Shōgo Kinugasa e illustrata da Shunsaku Tomose.
Due video promozionali anime sono stati trasmessi in streaming nel 2015 da Kadokawa per celebrare l'inizio della serie di light novel. Un adattamento anime per la televisione, prodotto da Lerche e diretto da Seiji Kishi e Hiroyuki Hashimoto, è andato in onda dal 12 luglio al 27 settembre 2017. Le sigle di apertura e chiusura sono rispettivamente Caste Room (カーストルーム?, Kāsuto Rūmu) di ZAQ e Beautiful Soldier di Minami. In tutto il mondo, ad eccezione dell'Asia, gli episodi sono stati trasmessi in streaming in simulcast, anche coi sottotitoli in lingua italiana, su Crunchyroll.
Il 21 febbraio 2022 è stato annunciato che era in produzione un sequel. Il sequel si è poi rivelato essere due stagioni aggiuntive, che vede il ritorno di Lerche come studio d'animazione. La seconda stagione è diretta da Yoshihito Nishōji, con Kishi e Hashimoto che tornano come direttori principali, Hayato Kazano che sostituisce Akashiro come sceneggiatore e Morita che torna come character designer. Masaru Yokoyama e Kana Hashiguchi compongono la colonna sonora, in sostituzione di Takahashi. La seconda stagione è stata trasmessa dal 4 luglio al 26 settembre 2022. La sigla di apertura è Dance in the Game cantata da ZAQ mentre quella di chiusura è Hito shibai (人芝居?) di Mai Fuchigami. Crunchyroll ha trasmesso la serie in streaming in simulcast, anche coi sottotitoli in italiano.
La terza stagione, originariamente prevista per il 2023, è stata trasmessa dal 3 gennaio al 27 marzo 2024. La sigla d'apertura è Minor Piece di ZAQ mentre quella di chiusura è The Great Revolution of this World di Yui Ninomiya.
Una quarta stagione, che coprirà il primo semestre della serie di light novel del secondo anno, è stata annunciata durante l'evento livestream "MF Bunko J Natsu no Gakuensai 2024" tenutosi il 1º settembre 2024.

## Lista episodi

### Prima stagione
| Nº serie | Nº | Titolo italiano Giapponese 「Kanji」 - Rōmaji | In onda           | In onda |
| Nº serie | Nº | Titolo italiano Giapponese 「Kanji」 - Rōmaji | Giapponese        |         |
| 1        | 1  | Che cosa è male? - Tutto ciò che procede dalla debolezza. 「悪とは何か――弱さから生ずるすべてのものだ。」 - Waru to wa nani ka - Yowasa kara shōzuru subete no mono da. | 12 luglio 2017    |         |
| 1        | 1  | Kiyotaka Ayanokoji si iscrive presso il liceo per la formazione di alto livello di Tokyo, il quale è stato istituto dal governo per formare i migliori studenti che un giorno potranno accedere all'università oppure trovare facilmente un lavoro, e finisce nella classe D. La sua insegnante, Sae Chabashira, spiega a tutta la classe che nella scuola è presente un sistema a punti che equivale al denaro, e che tutti ricevono un'indennità mensile di 100.000 punti che possono spendere liberamente nei negozi vicini, inoltre avverte gli studenti che sono giudicati in base al merito. Kiyotaka inizia così a provare il sistema stando però attento a come spendere i punti, e nel mentre fa la conoscenza di due sue compagne di classe, la socievole Kikyo Kushida e l'asociale Suzune Horikita. Nel tentativo di aiutare Kushida a diventare amica di Suzune, Kiyotaka usa una scusa per portare quest'ultima in un bar ma poco dopo Suzune capisce il piano di Kushida e Kiyotaka e se ne va. Il 30 aprile seguente, la maggior parte della classe D spende generosamente i propri punti e continua ad avere un atteggiamento tutt'altro che consono durante le lezioni, il quale però non viene rimproverato dall'insegnante e la cosa fa insospettire Kiyotaka. Arriva il 1º maggio e gli studenti della classe D rimangono sorpresi nello scoprire di non aver ricevuto alcuna indennità, e Chabashira gli spiega che i punti si prendono in base al merito generale della classe e dato che hanno ignorato gli studi hanno perso tutti i punti che gli spettavano in quel mese. |                   |         |
| 2        | 2  | È una grande abilità saper nascondere la propria abilità. 「才能を隠すのにも卓越した才能がいる。」 - Sainō o kakusu no ni mo takuetsu shita sainō ga iru. | 19 luglio 2017    |         |
| 2        | 2  | Mentre Kiyotaka e Suzune osservano gli altri ragazzi mentre si divertono in piscina, ripensano all'S-System, il sistema dei punti della scuola. In un flashback, Chabashira spiega come funziona e afferma che le quattro classi del primo anno sono tutte classificate in base al merito generale e la classe D ha l'opportunità di essere promossa alla classe C se otterrà degli ottimi esiti agli esami. L'insegnante li avverte che con la situazione attuale chiunque fallisca l'esame verrà automaticamente espulso. Consci di come funziona il sistema, tutti i ragazzi si mettono a studiare sodo tranne Ken Sudo, Kenji Ike e Harki Yamauchi che preferiscono fare dell'altro. Mentre sono alla mensa, Kiyotaka e Suzune discutono di una soluzione al problema legato agli studenti che non vogliono studiare e decidono di creare un gruppo di studio in biblioteca. Kiyotaka e Kushida riescono così ad invitare alcuni ragazzi, i quali si presentano in biblioteca, ma che poi decidono di andarsene visto l'atteggiamento scontroso di Suzune nei loro confronti e Sudo conferma la sua passione per il basket e che non ha alcun interesse per gli studi. A tarda sera, Kiyotaka scopre che Suzune sta parlando con suo fratello nonché presidente del consiglio studentesco, Manabu, il quale minaccia la ragazza perché questa confonde la solitudine con l'indipendenza. Kiyotaka interviene e Manabu rivela che il ragazzo ha ottenuto 50 punti in ogni esame e chiede se sia stata una coincidenza o meno, ma l'altro gli risponde semplicemente che le coincidenze esistono, poi Manabu dice a Suzune che se vuole arrivare in alto deve dare il massimo e se ne va. Tempo dopo, arrivano gli esami intermedi e la classe D riesce ad ottenere dei voti altissimi.                                                                             |                   |         |
| 3        | 3  | L'uomo è un animale che prende accordi: nessun cane scambia ossa con altri. 「人間は取引をする唯一の動物である。骨を交換する犬はいない」 - Ningen wa torihiki o suru yuiitsu no dōbutsu dearu. Hone o kōkan suru inu wa inai | 26 luglio 2017    |         |
| 3        | 3  | La classe D gioisce per i risultati ottenuti nell'ultimo esame e Suzune chiede a Kiyotaka cosa abbia fatto per volgere la situazione a loro favore. In un flashback ambientato tre giorni prima dell'esame, Sudo sta litigando con Ryuen ma i due vengono fermati da Ichinose, dopodiché Kiyotaka prova ad invitare Sudo al gruppo di studio ma questi va a giocare a basket e Suzune gli consegna alcuni suoi appunti per aiutarlo nello studio. Due giorni prima degli esami, Kiyotaka si coalizza con Kushida per acquistare delle domande dei vecchi esami al prezzo di 15.000 punti da un loro senpai sempre della classe D. Più tardi, i due ragazzi si mettono d'accordo sul distribuire le domande solamente il giorno prima del test e che sarà Kushida a prendersene il merito poiché Kiyotaka è conscio che i loro compagni si fidino più di lei che di lui. La scena si sposta così al presente, dove Chabashira conferma che tutti quanti hanno passato l'esame tranne Sudo, al quale mancava un solo punto per riuscirci. Così, Kiyotaka e Suzune si recano sul terrazzo della scuola per contrattare con Chabashira il punto di Sudo, e alla fine Suzune spende 10.000 punti e il loro compagno non viene espulso. Alla sera, dopo che diversi compagni hanno festeggiato il successo nella stanza di Kiyotaka, il ragazzo si accorge che Kushida ha lasciato inavvertitamente il suo cellulare da lui e decide di restituirglielo. Per farlo però è costretto a seguirla in un parco e qui scopre il lato geloso, perfido e irascibile della personalità della ragazza, la quale gli chiede di mantenerlo segreto, altrimenti lo accuserà di averla violentata. |                   |         |
| 4        | 4  | Non dobbiamo arrabbiarci se gli altri nascondono a noi la verità, quando noi la nascondiamo di frequente a noi stessi. 「他人が真実を隠蔽することに対して、我々は怒るべきでない。なぜなら、我々も自身から真実を隠蔽するのであるから。」 - Tanin ga shinjitsu o inpei suru koto ni taishite, wareware wa okorubeki denai. Nazenara, wareware mo jishin kara shinjitsu o inpei suru no dearu kara. | 2 agosto 2017     |         |
| 4        | 4  | Il 30 giugno la sezione D scopre da Chabashira che c'è un ritardo nella consegna dei punti per il primo anno per via di un problema non meglio specificato. Più tardi, Kiyotaka aiuta Ichinose a chiarire con Chihiro che le si è dichiarata tramite una lettera, che non ricambia i suoi sentimenti. Il giorno dopo, il 1º luglio, tre studenti della sezione C dichiarano di essere stati attaccati e feriti da Sudo, il quale sostiene di averlo fatto solo per autodifesa, e data l'assenza di testimoni, tutti e quattro i ragazzi dovranno partecipare a un'udienza che si terrà la settimana dopo, e a seconda del risultato c'è il rischio di perdere dei punti. Nel tentativo di manipolare la situazione a loro favore, i tre aggressori della classe C chiedono segretamente al compagno di classe Kakeru Ryuen di farsi picchiare per rendere il tutto più credibile. Gli studenti delle classi D e B intanto cercano dei potenziali testimoni dell'incidente, poi Suzune rivela che Airi Sakura ha assistito all'evento e infine Kiyotaka e Kushda discutono sul fatto che tra un assassino e un cittadino rispettoso della legge vi è più possibilità di ritenere il primo colpevole in assenza di prove che dimostrino il contrario. L'indomani, Sakura viene avvicinata da Kushida e la prima fa cadere accidentalmente la sua macchina fotografica, che si rompe, e se ne va via correndo per non essere coinvolta. |                   |         |
| 5        | 5  | L'inferno sono gli altri. 「地獄、それは他人である。」 - Jigoku, sore wa tanin dearu. | 9 agosto 2017     |         |
| 5        | 5  | Kiyotaka e Kushida accompagnano Sakura in un negozio di elettronica per far riparare la macchina fotografica che è in garanzia, e qui Kiyotaka decide di dare all'impiegato del negozio le sue informazioni di contatto al posto della ragazza, dato che quest'ultima fatica ad avere a che fare con gli sconosciuti. Concluso il loro appuntamento, Kiyotaka scopre tramite Kushida che Sakura è una nota modella di Internet e poco dopo quest'ultima li rassicura che potrà aiutarli con la questione di Sudo. Arriva il giorno dell'udienza presieduta da Manabu, e qui entrambe le classi danno le loro testimonianze accusandosi a vicenda di aver istigato la lite e la sentenza iniziale va a favore della classe C. Ad un certo punto interviene Suzune, grazie all'intervento di Kiyotaka, che sottolinea che è quasi impossibile che in un combattimento tre contro uno Sudo sia rimasto illeso mentre solo gli altri sono rimasti feriti. Così viene chiamata Sakura a testimoniare, che fornisce come prova una foto che aveva scattato durante un servizio fotografico. Nonostante ciò le prove dimostrano solo la sua presenza e non scagionano Sudo da alcun illecito, così Sakagami, l'insegnante della classe C, propone un compromesso per sospendere Sudo per 2 settimane e gli altri tre per una settimana, ma la classe D rifiuta la proposta. Resosi conto che una delle due sezioni sta mentendo, Manabu chiude l'udienza, affermando che annuncerà la sua decisione il giorno dopo, a meno che non vengano presentate ammissioni o prove aggiuntive, e che qualcuno potrebbe anche essere espulso. |                   |         |
| 6        | 6  | Ci sono due tipi di bugie. Uno riguarda i fatti già avvenuti, uno ciò che ancora deve avvenire. 「嘘には二種類ある。過去に関する事実上の嘘と未来に関する権利上の嘘である。」 - Uso ni wa ni shurui aru. Kako ni kansuru jijitsujō no uso to mirai ni kansuru kenrijō no uso dearu. | 16 agosto 2017    |         |
| 6        | 6  | Tornata al dormitorio, Sakura trova decine di lettere nella sua cassetta postale e in una di queste sono presenti alcune sue foto, che finiscono per traumatizzarla. Approfittando del tempo guadagnato per la sentenza finale, Kiyotaka e Suzune si appostano sulla tromba delle scale e attendono i tre studenti della classe C, i quali si presentano a seguito di una mail falsa inviatagli da Kushida. Così Kiyotaka e Suzune riescono a indurre gli studenti della classe C a credere che nessuna delle parti ci guadagnerà qualcosa con questa denuncia, e grazie alla presenza di alcune telecamere di sicurezza installate da Ichinose, li convincono a ritirare il loro reclamo in modo da evitare l'espulsione. Più tardi, Sakura viene inseguita dall'impiegato del negozio di elettronica, il quale si rivela un suo grande fan del suo alter ego Shizuku, e tenta di violentarla in un vicolo ma Kiyotaka e Ichinose la salvano appena in tempo usando la funzione di tracciamenti dei loro telefoni e le telecamere di sicurezza per arrestare l'impiegato. Nel frattempo, Chabashira dice a Suzune che deve sbrigarsi a capire come è veramente Kiyotaka in quanto è il membro più "difettoso" della classe D. Altrove, Manabu propone a Kiyotaka di diventare un segretario del consiglio studentesco, ma il ragazzo rifiuta sostenendo che il merito della risoluzione del caso è di Suzune. Alla fine Ryuen e Sakayanagi si incontrano, mentre Kiyotaka dice a Suzune che la aiuterà ad arrivare alla classe A e che non deve indagare sul suo conto. |                   |         |
| 7        | 7  | Nulla è più pericoloso di un amico senza discernimento: perfino un nemico prudente è preferibile. 「無知な友人ほど危険なものはない。賢い敵のほうがよっぽどましだ。」 - Muchi na yūjin hodo kiken na mono wa nai. Kashikoi teki no hō ga yoppodo mashi da. | 23 agosto 2017    |         |
| 7        | 7  | Conclusi gli esami di fine trimestre, arrivano le vacanze estive e Suzune viene invitata da Kiyotaka ad andare in piscina. In un flashback ambientato la sera prima, un gruppo di studenti della classe D (Kiyotaka, Sudo, Ike, Yamauchi e Hideo Sotomura), si incontrano per discutere i preparativi per l'operazione "sbirciamo nello spogliatoio delle ragazze". La scena torna al presente e i ragazzi arrivano alla piscina mentre Sotomura li osserva dal magazzino generale della scuola, dove comunica con dei ricetrasmettitori e segnali manuali i passaggi da svolgere. Yamauchi si infiltra nello spogliatoio femminile per installare le videocamere ma dopo aver riscontrato alcuni problemi, Ike lo sostituisce, mentre Ryuen e altri studenti della classe C arrivano nei pressi dello spogliatoio. Per permettere ad Ike di scappare, Sudo impedisce a Ryuen di entrare e guadagna del tempo, e si presentano anche gli studenti della classe A che vogliono dare inizio a una rissa ma vengono placati da Manabu che gli ricorda che possono essere ancora giudicati per il loro comportamento. Sotomura informa Kiyotaka della situazione e questi chiede a Suzune di aiutarli andando su un trampolino molto alto per tenere un discorso sull'ascesa della classe D. Mentre sono tutti distratti, Ike lascia lo spogliatoio mentre Suzune rimuovere tutte le schede SD dalle videocamere. Alla fine Kiyotaka spiega a Suzune che ha deciso di affidarsi a lei piuttosto che agire direttamente poiché i ragazzi avrebbero cercato di farla franca alle sue spalle. |                   |         |
| 8        | 8  | Lasciate ogni speranza, voi ch'entrate. 「汝等ここに入るもの、一切の望みを捨てよ。」 - Nanjira koko ni hairu mono, issai no nozomi o suteyo. | 30 agosto 2017    |         |
| 8        | 8  | Una sera, Chabashira informa Kiyotaka che qualcuno ha contattato l'istituto chiedendo di espellerlo e che si offre di proteggerlo se punterà ad andare alla classe A, ma lui rifiuta l'offerta in quanto crede che lo voglia manipolare e la donna replica che così perderà la sua libertà. Il giorno dopo, si scopre che gli studenti del primo anno sono stati portati su una lussuosa nave da crociera e qui i ragazzi trascorrono la loro permanenza serenamente. Alla sera, Kiyotaka e Suzune si incontrano e sospettano che la nave li stia conducendo a una pensione di proprietà della scuola per un secondo fine. Il loro discorso viene però interrotto da Ryuen che vuole manipolare Suzune per la storia delle telecamere di sicurezza ma si presenta un'altra studentessa della classe C, Mio Ibuki, che cerca di confrontarsi con lui ma viene fermata da Albert. Tutto ciò fa riflettere Suzune sul fatto che la classe C potrebbe essere sul punto di crollare e nel mentre Sakayanagi indaga su alcuni studenti. Più tardi, Sakura pensa di chiedere un appuntamento a Kiyotaka, ma dopo l'arrivo di quest'ultimo e di Kushida, torna nella sua stanza. Kiyotaka cerca di andarsene a sua volta, ma viene fermato da Kushida, che ritorna a mostrare la sua personalità irascibile e lo avverte che si è accorta della sua diffidenza nei suoi confronti, cosa che lui conferma, poi Kushida torna come prima e confessa di sentirsi triste quando è sola e se ne va. Il giorno dopo, la scuola informa gli studenti che il vero motivo del viaggio è un esame speciale che prevede di sopravvivere su un'isola deserta per una settimana. |                   |         |
| 9        | 9  | L'uomo è condannato ad essere libero. 「人間は自由の刑に処されている。」 - Ningen wa jiyū no kei ni shosareteiru. | 6 settembre 2017  |         |
| 9        | 9  | Mentre Yosuke Hirata ripassa insieme alla classe D le regole dell'esame, Ryuen e Katsuragi prendono accordi per ottenere dei vantaggi per i loro gruppi. Poco dopo la classe D scopre che può utilizzare i 300 punti-S in loro possesso per varie esigenze, e ciò che rimane alla fine della settimana sarà aggiunto al punteggio generale una volta concluso l'esame, ma è anche possibile perdere punti per varie circostanze. Dopo essersi messi d'accordo per comprare un bagno per le ragazze, la classe D entra nella foresta e concorda per trovare un luogo ideale per costruire un accampamento, così Kiyotaka, Sakura e Rokusuke Koenji fanno squadra per cercarne uno ma quest'ultimo finisce per allontanarsi. Kiyotaka e Sakura proseguono la ricerca da soli e trovano uno dei luoghi prefissati dell'isola, una caverna, che come gli aveva spiegato Chabashira chiunque ne dichiari il suo possesso può guadagnare dei punti bonus ma può essere fatto solo dal capoclasse designato ogni otto ore. Dopo essersi appostati, Kiyotaka vede in lontananza Kohei Katsuragi con in mano il badge del capoclasse mentre parla con il compagno di classe Yahiko Totsuka. Tornati indietro, informano Suzune di quanto accaduto e la classe D si accampa vicino a un fiume, dopodiché Suzune viene scelta come capoclasse. Alla sera, mentre Kiyotaka, Yamauchi e Sakura raccolgono legna da ardere trovano Mio Ibuki ferita e decidono di ospitarla al loro accampamento. La classe D organizza un piano per spendere i propri punti fissando un limite di 180 per acquistare due pasti al giorno, un bagno, una tenda e tre per gli imprevisti. Più tardi, la Classe D scopre che Koenji si è ritirato fingendo di non stare bene e ciò fa perdere 30 punti al gruppo.                                                                                     |                   |         |
| 10       | 10 | Se dovessi dire quale sia il peggior traditore tra tutti, direi quello nascosto in ognuno di noi. 「裏切者の中で最も危険なる裏切者は何かといえば、すべての人間が己れ自身の内部にかくしているところのものである。」 - Uragirimono no naka de mottomo kiken naru uragirimono wa nanika to ieba, subete no ningen ga onore jishin no naibu ni kakushiteiru tokoro no mono dearu. | 13 settembre 2017 |         |
| 10       | 10 | Il giorno dopo, Kiyotaka e Suzune fanno un giro di ricognizione e scoprono che la classe B ha allestito un accampamento nei pressi di una cascata mentre la classe A in una caverna costantemente sorvegliata. Suzune tenta di dare un'occhiata al suo interno ma viene fermata prima da Yahiko e poi da Katsuragi che convoca gli altri compagni di guardia e la avverte che le sue azioni potrebbero far scoppiare una guerra fra classi. Successivamente i due si recano al campo della classe C, una spiaggia, dove scoprono che Ryuen ha punito Ibuki per avergli disobbedito e ha speso tutti i punti per evitare di perderne per eventuali penalità. Durante la notte del terzo giorno, qualcuno entra di nascosto nella tenda delle ragazze e ruba il walkie-talkie della classe D. Il quarto giorno, la classe D svolge più ricognizioni per identificare gli altri capiclasse, poi Kiyotaka e Sakura incontrano Ichinose al campo della classe C e scoprono che tutti tranne Ibuki si sono ritirati dall'esame. Il quinto giorno, i ragazzi della classe D sono costretti a cercare le mutandine di Kei Karuizawa che sono sparite nel nulla e Yamauchi le trova nella borsa di Ike, il quale però afferma di essere innocente, e le dà a Kiyotaka. Dopo una perquisizione, Hirata scopre che le ha Kiyotaka ma fa finta di nulla, poi parla in privato con il ragazzo e decide di prendere la biancheria intima sapendo che la sua reputazione subirebbe meno danni nel caso si dovesse trovare il colpevole e rivela che Karuizawa è la sua fidanzata. |                   |         |
| 11       | 11 | Ciò che la gente comunemente chiama destino è costituito per lo più dalle proprie stupide gesta. 「しかし、概して人々が運命と呼ぶものは、大半が自分の愚行にすぎない。」 - Shikashi, gaishite hitobito ga unmei to yobu mono wa, taihan ga jibun no gukō ni suginai. | 20 settembre 2017 |         |
| 11       | 11 | A seguito del furto delle mutandine, le ragazze della classe D chiedono di separare le zone tra maschi e femmine e viene deciso che solo Hirata e Kiyotaka potranno entrare in entrambe come controllori. Dopo aver spostato le tende, Ibuki chiede a Kiyotaka chi crede sia il responsabile del furto e lui le dice di fidarsi di lei nonostante i sospetti nutriti dagli altri ragazzi, poi Kiyotaka disotterra qualcosa. Alla sera, Suzune parla con Kiyotaka del fatto che non si fidi di Hirata e si scopre che la ragazza ha la febbre da prima dell'inizio dell'esame e che sta cercando resistere per non far perdere punti al gruppo. Il sesto giorno, la classe D è impegnata a pescare in un fiume prima di un temporale e qui Kiyotaka chiede a Suzune di fargli vedere il suo badge, in modo da capire se quello che aveva visto in mano a Katsuragi era autentico. Subito dopo Yamauchi sporca i capelli di Suzune con del fango e questa lancia il ragazzo in acqua contro Kiyotaka. Dopo essersene andata, Suzune va a lavarsi e alla sera dice a Kiyotaka che qualcuno le ha rubato il badge. Più tardi, Suzune scopre che qualcuno ha dato fuoco al manuale per l'esame di sopravvivenza, il che causa ulteriori squilibri tra i membri della classe D. Scoppia un temporale e i ragazzi si mettono al riparo mentre Suzune va alla ricerca di Ibuki, scomparsa nel nulla. Dopo averla trovata, conferma che è stata lei a rubarle il badge e la affronta in un combattimento dove però ne esce sconfitta e perde i sensi. Alla fine, Ibuki consegna il badge a qualcuno. |                   |         |
| 12       | 12 | Il genio abita un solo piano sopra la follia. 「天才とは、狂気よりも1階層分だけ上に住んでいる者のことである。」 - Tensai to wa, kyōki yori mo 1 kaisō-bun dake ue ni sundeiru mono no koto dearu. | 27 settembre 2017 |         |
| 12       | 12 | Ibuki avverte Katsuragi tramite un walkie-talkie che ha il badge di Suzune, e si scopre che le classi A e C si sono alleate. Intanto Kiyotaka ha messo al riparo Suzune e poco dopo che questa si è ripresa, il ragazzo la addormenta e la fa ritirare. Arriva l'ultimo giorno dell'esame e gli studenti smontano i loro accampamenti e cercano di indovinare i capiclasse delle altre sezioni. Durante l'appello, Ryuen rivela di aver stretto un patto con Katsuragi per trasferire 200 punti-S alla classe A e comunicare i capiclasse delle altre sezioni. La classe C ha poi speso i restanti 100 punti e tutti tranne Ryuen, Ibuki e Kaneda si sono ritirati dall'esame. Vengono poi rivelati i risultati e la classe D si aggiudica la vittoria con 225 punti; gli studenti tornano alla nave da crociera e Arisu Sakayanagi afferma di essere soddisfatta in quanto l'influenza della classe A si è indebolita mentre il suo alleato Hashimoto ha rivelato il capoclasse della A a Ryuen. Intanto, Kiyotaka spiega a Suzune di averla sostituita come capoclasse, che ha dedotto che Totsuka era il capoclasse della A, che Ryuen non si era ritirato e che ha deciso di ignorare il capoclasse della B per non rovinare la loro alleanza. Dopo che Kiyotaka ha scoperto da Chabashira che l'uomo che lo voleva espellere era suo padre, dice che continuerà a sfidarlo. Intanto Ryuen spiega che il motivo principale dietro all'alleanza con la A era un contratto per ricevere 20.000 punti dagli studenti di quella sezione fino alla laurea. Alla fine, dopo aver concordato il rispettivo bisogno di alleati con Suzune, Kiyotaka pensa in realtà di non considerare nessuno un suo alleato e che vede chiunque nella sua classe, così come tutti gli esseri umani, come strumenti che continuerà a usare e sacrificare fino a quando non avrà "vinto". |                   |         |

### Seconda stagione
| Nº serie | Nº | Titolo italiano Giapponese 「Kanji」 - Rōmaji | In onda           | In onda |
| Nº serie | Nº | Titolo italiano Giapponese 「Kanji」 - Rōmaji | Giapponese        |         |
| 13       | 1  | Ricordati di mantenere la mente serena nelle avversità. 「困難の中でこそ、平静な心を保たねばならない。」 - Kon'nan no naka de koso, heiseina kokoro o tamotaneba naranai. | 4 luglio 2022     |         |
| 13       | 1  | Mentre Akane Tachibana comunica a Manabu Horikita i risultati dell'ultimo esame, gli studenti proseguono il viaggio a bordo della nave da crociera e Yosuke Hirata chiede a Kiyotaka se vuole pranzare con lui e Kei Karuizawa, ma l'altro rifiuta. Più tardi, i ragazzi vengono informati dell'esistenza di un altro esame, e Kiyotaka partecipa a una riunione con Kei, Hideo Sotomura, Teruhiko Yukimura e un professore che gli spiega che saranno divisi in otto gruppi con il nome dei pianeti del sistema solare. L'esame dura 3 giorni, alle 8.00 del primo giorno la scuola comunica il membro "VIP" del gruppo e bisogna discutere insieme su chi possa essere due volte al giorno e mezz'ora dopo il sesto dibattito, tutti tranne il VIP, devono inviare un'email alla scuola con la risposta corretta, infine sono presenti quattro possibili casi per il guadagno dei punti. Arriva il giorno dell'esame, e dopo che Kiyotaka e Suzune hanno scoperto di non essere stati scelti come VIP, arriva Kakeru Ryuen che cerca invano di ottenere delle informazioni da Suzune e poi minaccia la classe D. Inizia la prima discussione del gruppo Marte di cui fa parte Kiyotaka, e mentre Honami Ichinose suggerisce uno dei casi possibili, Koji Machida e i suoi compagni della A si astengono da tutte le discussioni per evitare dei tradimenti. Dopo la discussione, Shiho Manabe e le ragazze della C avvicinano Kei, sostenendo che abbia fatto la prepotente con Rika, una loro amica, ma Machida viene in suo aiuto. Durante la seconda discussione, il gruppo si trova in un punto di stallo e Ichinose suggerisce di chiacchierare per passare il tempo. Alla fine del primo giorno, Kei si mette a piangere sotto la doccia per un motivo ignoto. |                   |         |
| 14       | 2  | Due sono i peccati umani da cui derivano tutti gli altri: l'impazienza e l'indolenza. 「あらゆる罪の源たる、ふたつの大罪がある。焦りと怠惰だ。」 - Arayuru tsumi no minamoto taru, futatsu no taizai ga aru. Aseri to taida da. | 11 luglio 2022    |         |
| 14       | 2  | Hirata rivela a Yukimura e Kiyotaka che uno studente della D ha scoperto che Kikyo Kushida è una VIP, poi Rokusuke Koenji manda un messaggio che permette al gruppo Saturno di concludere l'esame. Rimasta sorpresa dalla mossa avventata di Koenji, Suzune decide di unire le forze con Kiyotaka per far vincere la classe D e decidono di utilizzare Kei come membro chiave per raggiungere lo scopo, ma Kiyotaka nota che nell'ultimo periodo la ragazza tiene un atteggiamento insolitamente passivo rispetto al solito. Si presenta Ryuen, il quale dichiara la sua intenzione di passare l'esame, rivela di essersi fatto consegnare i telefoni dai suoi compagni di classe per scoprire chi è il VIP e propone di stringere un'alleanza tra le classi B, C e D per abbattere la A, ma Suzune rifiuta. Altrove, Kei si definisce un "parassita" in quanto è codipendente dagli altri, e nel mentre Kiyotaka incontra Kushida che lo abbraccia e se ne va. Nel bar della nave, Chie Hoshinomiya, l'insegnante della B, chiede a Sae Chabashira come Kiyotaka sia diventato il leader nell'ultimo esame, ma questa non risponde. Kiyotaka scopre poi che Hirata ha finto di essere il fidanzato di Kei per proteggerla da Shiho e che la ragazza è stata vittima di bullismo. Dopo altre due discussioni, il gruppo Marte si ritrova in un punto di stallo ma Kiyotaka e Yukimura notano che Shiho e le sue compagne stanno tenendo d'occhio Kei. Dopo averle seguite, vedono quest'ultime mentre bullizzano Kei, così Yukimura cerca di intervenire ma Kiyotaka lo ferma per continuare a osservare la situazione. |                   |         |
| 15       | 3  | Le grandi menti sono capaci di grandi difetti come di grandi virtù. 「最高の魂は、この上ない悪徳と極限の美徳を発揮できる。」 - Saikō no tamashī wa, kono uenai akutoku to kyokugen no bitoku o hakki dekiru. | 18 luglio 2022    |         |
| 15       | 3  | Grazie all'intervento di Yukimura, le ragazze della C se ne vanno, seguite poco da Kei. Il terzo giorno si conclude l'esame del gruppo Venere e Kiyotaka invia un'email. Più tardi, Kei si reca in una zona isolata della nave e arrivano Shiho, altre due ragazze e Rika, la quale viene costretta a schiaffeggiarla mentre Kiyotaka resta in disparte rivelando di essere stato lui ad avvisarle via email. Dopo che se ne sono andate, Kiyotaka si avvicina a Kei, e dopo una conversazione legata al suo passato, nota una ferita sul suo petto e giura di proteggerla in cambio della sua collaborazione. Più tardi, Kiyotaka va da Sae per comprare qualcosa con i suoi punti. Il quarto giorno d'esame, Ichinose e Kiyotaka parlano dei modi per raggiungere la classe A e il ragazzo ammette di aver visto che lei ha più di 20 milioni di punti. Durante l'ultima discussione, Tetsuya Hamaguchi della B propone di mostrare i telefoni per trovare il VIP e si scopre che è Yukimura, ma Ichinose fa squillare il telefono e si apprende che lui e Kiyotaka se lo sono scambiato. In seguito, viene rivelato che Kei è la VIP e che Kiyotaka ha scambiato la sua scheda SIM e il telefono dopo aver speso dei punti da Sae, e poi ha fatto un altro scambio con Yukimura. Poco dopo, la classe C supera l'esame, arriva Ryuen e afferma che Kushida era una VIP e minaccia Suzune. |                   |         |
| 16       | 4  | I talenti vanno creati. 「人材は作り出す必要がある。」 - Jinzai wa tsukuridasu hitsuyō ga aru. | 25 luglio 2022    |         |
| 16       | 4  | Il gruppo di Kiyotaka riassume che i VIP sono stati scelti combinando l'ordine alfabetico degli studenti alla posizione dei pianeti del sistema solare, dopodiché concordano che la classe C non sia completamente unita. La scuola decide di organizzare il festival dello sport, dove gareggeranno la squadra rossa (classi A e D) e bianca (classi B e C) in gare obbligatorie e facoltative dove saranno presenti dei bonus e delle penalità in base ai risultati delle competizioni. In seguito, Kiyotaka e Suzune discutono sulla convenienza o meno dell'uso di eventuali trucchi, poi la classe opta per scegliere i partecipanti in base alle capacità individuali, ma Suzune suggerisce di accoppiare i più abili con quelli meno portati per vincere. Kei però non è d'accordo e punta sul volontariato, poi Kushida la appoggia proponendo di combinare entrambe le idee, e la classe è d'accordo, ma dopo votazioni viene approvata l'idea di Suzune. Più tardi, Kei e Kiyotaka discutono di come le abbia chiesto di confutare la proposta di Suzune e avere l'opinione di Kushida, poi Kitotaka afferma che ci sarà un traditore nella classe D e si separano. La classe inizia gli allenamenti, e dopo aver visto Suzune litigare con un'altra ragazza, Kiyotaka le dice che dovrebbe imparare a scendere a compromessi, così dopo aver svolto una corsa a tre gambe insieme, le dice che ignora le altre persone. Alla fine, Kiyotaka propone a Suzune di andare il giorno dopo a spiare la squadra bianca insieme a Kushida, poiché quest'ultima ha tradito il suo gruppo nell'esame precedente. |                   |         |
| 17       | 5  | Ogni fallimento è un passo verso il successo. 「すべての失敗は成功への過程に過ぎない。」 - Subete no shippai wa seikō e no katei ni suginai. | 1º agosto 2022    |         |
| 17       | 5  | Kiyotaka e Suzune ipotizzano che Kushida li stia tradendo perché riceve dei punti personali da altre classi. Il giorno dopo, i tre vanno a spiare la squadra bianca, e Suzune chiede a Kushida se sia stata lei a vendere le informazioni sull'identità dei VIP a Ryuen, ma lei nega la cosa. Inizia il festival dello sport, e mentre Ken Sudo incoraggia la classe D, Arisu Sakayanagi osserva l'evento. Koenji decide di ritirarsi e Sudo si arrabbia minacciando gli altri, e ciò abbassa il morale della classe. In seguito, la squadra rossa perde l'abbattimento del palo e Suzune si ferisce a una gamba dopo essersi scontrata con Saki Kinoshita della C. Dopo aver fallito a far tornare Koenji in squadra, Suzune dice a Kiyotaka che non ha sempre odiato Kushida. La squadra bianca continua a prendere di mira Sudo e Suzune, e Kei e Kiyotaka credono che il traditore abbia fatto trapelare la lista dei partecipanti a Ryuen, poi il ragazzo rivela che non ha mai voluto che la classe vincesse. Sudo decide di ritirarsi, mentre Kiyotaka dice a Suzune di provare a convincerlo a tornare da loro per usarlo come "risorsa importante". Kushida porta poi Suzune in infermeria per vedere Saki, e li incontrano Ryuen, che le chiede 1 milione di punti personali per evitare di inscenare che lei abbia ferito esageratamente la sua compagna. La ragazza inizialmente crede che sia un bluff, ma poi lui le dice che attenderà una sua risposta al termine del festival. Alla fine, Suzune incontra suo fratello nel corridoio e gli dice che non gli causerà problemi, dopodiché pensa che le sia rimasta una cosa da fare per il festival. |                   |         |
| 18       | 6  | L'avversità è la prima strada per la verità. 「逆境は真実へと至る最初の道筋である。」 - Gyakkyō wa shinjitsu e to itaru saisho no michisujidearu. | 8 agosto 2022     |         |
| 18       | 6  | Suzune cerca di convincere Sudo a rientrare in squadra dicendogli che non deve arrendersi e che attenderà il suo ritorno. Intanto, Kiyotaka dice a Kushida che è lei la traditrice e questa gli chiede il motivo per cui non ha cambiato il contenuto del modulo dei partecipanti e lui sostiene che sarebbe stato inutile, così Kushida conferma di aver fatto trapelare la lista a Ryuen poiché vuole che Suzune e Kiyotaka vengano espulsi. Dopo che Suzune gli ha fatto capire di essere simile, Sudo torna in campo e si scusa con i compagni, poi Suzune e un ragazzo vengono sostituiti da Kushida e Kiyotaka. L'ultima gara è una staffetta, e qui Kiyotaka promette a Manabu di dargli delle informazioni sul suo conto se dovesse vincere, così quando arriva il loro turno, doppiano gli altri corridori sorprendendo la scuola. Alla fine del festival, la classe D arriva all'ultimo posto ma elogia Kiyotaka per il suo talento, mentre Suzune gli dice che intende aiutare la classe a diventare più forte. In seguito, Suzune incontra Ryuen per dargli una risposta e trova anche Kushida, che mostra la sua intenzione di espellerla per rimuovere coloro che conoscono la sua vera personalità. Dopo che Ryuen ha esposto della sua collaborazione con Kushida e Saki per farla franca, Suzune dimostra di aver registrato la conversazione per tutelarsi, ma Ryuen le mostra di aver fatto lo stesso e la minaccia. Alla fine, Ryuen riceve un'email da un utente anonimo che ha come allegato una registrazione di lui che dice a Saki di ferire Suzune, così loda chi ha anticipato le sue mosse e decide di ritirarsi. |                   |         |
| 19       | 7  | Dubitare di tutto, o credere a tutto, sono due soluzioni altrettanto comode, che ci dispensano entrambe dal riflettere. 「すべてを疑うこともすべてを信じることも共に安易で、思考を放棄するに等しい。」 - Subete o utagau koto mo subete o shinjiru koto mo tomoni ani de, shikō o hōki suru ni hitoshii. | 15 agosto 2022    |         |
| 19       | 7  | Manabu annuncia le dimissioni da presidente del consiglio studentesco e viene sostituito da Miyabi Nagumo della 2-A, che vuole trasformare la scuola in una meritocrazia. Dopo l'assemblea, Katsuragi chiede a Kiyotaka di dire a Suzune di stare attenta a Ryuen, poi arriva Maya Sato della 1-D, che chiede al ragazzo di scambiarsi i numeri di telefono. Dopo che la classe D ha scoperto che nessuno è stato espulso dopo il festival, Chabashira annuncia un altro esame, il Paper Shuffle, dove una coppia di studenti deve ottenere un punteggio superiore a 60 punti. Le coppie saranno determinate da un mini esame, in cui c'è una soglia per i punti totali e le domande verranno create dagli studenti per le altre classi. Suzune chiede a Kiyotaka di fare una riunione strategica, così si unisce a lei, Kei, Hirata, Sudo e Kushida, poi Suzune decide di raccontargli in privato che lei e Kushida hanno frequentato la stessa scuola media, dove prima del diploma una studentessa riuscì a distruggere una classe, e Kiyotaka propone di espellerla ma Suzune vuole renderla un'alleata. Intanto, Ryuen minaccia la sua classe e scopre che Shiho Manabu si è fatta usare da qualcuno della classe D, che ipotizza essere Yukimura o Kiyotaka. Kiyotaka e Suzune si uniscono agli altri ed elaborano un piano per creare una soglia media di coppie di studenti con punteggi alti e bassi. Di notte, Kei chiama Kiyotaka al telefono per sapere cosa gli ha chiesto Maya, e lui riconferma di volerla proteggere. Il giorno dopo, la classe accetta il piano di Suzune per il mini esame, vengono fatte le estrazioni per i gruppi e Kiyotaka finisce in coppia con Maya. |                   |         |
| 20       | 8  | La ferita sanguina nell'intimo del cuore. 「胸の底で、傷は静かに生きている。」 - Mune no soko de, kizu wa shizuka ni ikite iru. | 22 agosto 2022    |         |
| 20       | 8  | Dopo che Kushida ha ricordato del suo passato, la classe D decide di creare dei gruppi di studio per il Paper Shuffle dove Hirata, Suzune e Kushida faranno da insegnanti. Kushida esce dalla classe dopo aver ricevuto un'email e Yukimura si offre di aiutare Miyake e Hasabe a studiare, e Suzune chiede a Kiyotaka di unirsi a loro, e durante la sessione di studio, Kiyotaka consiglia di prepararsi ai trabocchetti che useranno le altre classi. Più tardi, Kiyotaka aggiorna Suzune e concordano sul tenere d'occhio Kushida, poi Suzune lo invita a supervisionare il suo gruppo e il ragazzo riceve un'email da Ryuen che lo indica come "il burattinaio". Dopo la sessione di studio del gruppo di Suzune, questa fa una scommessa con Kushida riguardo l'esame di matematica del Paper Shuffle, dove se dovesse essere lei ad ottenere il punteggio più alto, allora Kushida smetterà di ostacolarla, in caso contrario si ritirerà dalla scuola. Dopo che Manabu ha fatto da testimone, Kushida rivela di aver capito che Kiyotaka sta udendo la loro conversazione al telefono e gli chiede un incontro. I tre si incontrano e Kushida afferma che nel caso dovesse vincere anche Kiyotaka sarà espulso e lui accetta in cambio del racconto del suo passato. Kushida racconta che dopo aver raggiunto i propri limiti non è più riuscita a stare al centro dell'attenzione e ha deciso di crearsi una facciata che ha messo a dura prova la sua psiche e per combattere lo stress, ha creato un blog in cui sparlava dei suoi compagni di classe e dopo essere stata scoperta, ha rivelato i loro segreti e ha rovinato la classe. Alla fine, sostiene di conoscere delle verità di alcuni studenti della classe D e che il suo essere elogiata e conoscere i segreti altrui la entusiasma a tal punto da poter essere considerata "un mostro desideroso di attenzioni", poi ricorda a Kiyotaka e Suzune le condizioni della scommessa. |                   |         |
| 21       | 9  | Non correggere i propri errori è l'errore più grande. 「過ちを犯しながら、それを改めないことをこそ、真の過ちという。」 - Ayamachi o okashi nagara, sore o aratamenai koto o koso, shin no ayamachi toiu. | 29 agosto 2022    |         |
| 21       | 9  | Kushida informa Ryuen della sua scommessa e gli promette di far vincere la classe C nel Paper Shuffle. Più tardi, Ryuen si intromette nella sessione di studio del gruppo di Kiyotaka per cercare di scoprire chi sia "il burattinaio" e Hiyori Shiina pensa che Kiyotaka e Yukimura abbiano facce anonime, dopodiché se ne vanno. Dato che Haruka si trova bene con il suo gruppo, decide di stringere amicizia e così lei, Akito, Kiyotaka e Yukimura (che si soprannomina Keisei) iniziano a chiamarsi per nome, si aggiunge anche Airi Sakura e formano il "gruppo Ayanokoji". Di notte, Kiyotaka chiama Kei per informarla che deve interpretare un ruolo importante per il Paper Shuffle e lei gli fa gli auguri di compleanno. Il giorno dopo, Suzune fa il punto della situazione e mentre Kushida incoraggia gli altri, Kei la accusa di tenere una facciata, le rovescia una bibita addosso e si offre di portare la sua divisa in lavanderia. L'indomani, Kushida consegna le domande a Chabashira e le chiede di ignorare qualsiasi altra copia della classe D, poi esegue uno scambio con Ryuen. Il giorno dell'esame, Kiyotaka incontra Maya, Kei e Hirata, e una volta iniziata la prova di matematica, Kushida rimane scioccata. Terminata la prova, Kushida va da Ryuen per rimproverarlo perché le domande erano diverse, e lui spiega che Suzune aveva anticipato le sue mosse chiedendo a Chabashira di accettare solo le sue domande. Kushida trova poi un bigliettino con le risposte nella giacca e Ryuen fa intendere di averla tradita consegnando la sua copia di domande alla classe D. Kushida accetta quindi di rispettare la promessa fatta a Suzune, e implica che in futuro ostacolerà Kiyotaka. Alla fine, si scopre che è stato Kiyotaka a proporre a Ryuen di cambiare le domande di Kushida mentre Ryuen, arrabbiato per essere stato usato, decide di prendere di mira Kei per risalire a Kiyotaka.                |                   |         |
| 22       | 10 | Il popolo molte volte desidera la rovina sua, ingannato da una falsa specie di bene. 「人々は常にその破滅を願っている。偽りの善に欺かれるがゆえに。」 - Hitobito wa tsuneni sono hametsu o negatte iru. Itsuwari no zen ni azamukareru ga yue ni. | 5 settembre 2022  |         |
| 22       | 10 | Tutti gli studenti sono riusciti a superare il Paper Shuffle e Kiyotaka e il suo gruppo vedono Arisu Sakayanagi in compagnia di Ichinose. Il giorno dopo, uno studente della C pedina Kei e questa lo riferisce a Kiyotaka confermandogli anche che uno studente della A gli stava spiando durante le loro sessioni di studio. L'indomani, vari studenti della classe D vengono provocati da quelli della C e Suzune crede che Ryuen stia agendo così per scoprire chi è che "tira i fili" nella classe D in quanto avrà capito che lei è una copertura. Suzune chiede poi a Kiyotaka di restituire un libro in biblioteca per lei e qui il ragazzo incontra Hiyori della C e si mettono a parlare di alcuni romanzi. In seguito, Kiyotaka viene portato da Chabashira in un ufficio di ricevimento dove lo attende il padre, che non vede da un anno e mezzo, il quale gli dice che il loro maggiordomo si è suicidato dopo essere stato licenziato per averlo aiutato a fare la domanda per entrare a scuola contro il suo volere. Il padre vuole che il figlio firmi il modulo di rinuncia agli studi e torni nella White Room, ma arriva il signor Sakayanagi, il presidente della scuola e padre di Arisu, che dice di essere stato lui a raccomandare Kiyotaka e che nessuno ha il diritto di ritirare con la forza uno studente, così il signor Ayankoji permette al figlio di restare. Dopo l'incontro, Kiyotaka dice a Chabashira che lo ha usato per salire di grado e rimane vago su cosa intende fare in futuro. Più tardi, Kiyotaka si scusa con Kei per averla usata e le dice di aver perso la motivazione per portare la classe D alla A e che lascerà il compito a Suzune e Hirata, poi conclude dicendo che questa è l'ultima volta che la contatta. |                   |         |
| 23       | 11 | Chi non è capace di governare sé stesso resterà sempre schiavo. 「自分自身を御せない者は、いつまでも奴隷のままだ。」 - Jibun jishin o gyosenai mono wa, itsumade mo dorei no mamada. | 12 settembre 2022 |         |
| 23       | 11 | Dopo che Kei ha ricordato della conversazione avuta con Kiyotaka la sera prima, Ryuen entra nella classe D e Koenji se ne va, così Ryuen ordina ai suoi compagni di seguirlo e ciò mette in agitazione la classe D, che decide di raggiungerli. Nel cortile, Koenji viene circondato da diversi studenti della C e Ryuen cerca di istigarlo rompendogli il suo specchio, dopodiché arrivano Arisu e alcuni compagni della A per assistere alla scena. Koenji deduce che Ryuen stia cercando la mente della classe D e afferma che non ha alcun interesse nella lotta tra classi e che continuerà a fare ciò vuole. A questo punto, Arisu prende in giro Ryuen, che irritato tenta di sferrarle un calcio, ma Hashimoto della A si para dinanzi a lei per difenderla. Mentre la folla comincia a sciogliersi, Ryuen minaccia Suzune e dichiara che la sua ricerca per trovare la mente della classe D sta per volgere al termine. Di notte, Ryuen spiega ai suoi compagni che il suo piano per trovare la mente è usare un'esca, ovvero Kei, la quale viene attirata da quest'ultimo presso un cantiere edile il giorno successivo dove viene legata. Qui Ryuen la minaccia di rivelare che in passato era vittima di bullismo per distruggere la sua fama, ma Kei continua a mentire per proteggere Kiyotaka e a quel punto Ryuen inizia a torturarla, così Kei mantiene la calma e dice che non c'è nessuna mente. Nel frattempo, Kiyotaka accetta di andare al karaoke con i suoi amici, mentre Ryuen continua la tortura e trascina la ragazza verso una luce. |                   |         |
| 24       | 12 | La forza, senza la saggezza, crolla sotto il suo stesso peso. 「思慮なき力は自らの質量によって崩れ去る。」 - Shiryo naki chikara wa mizukara no shitsuryō ni yotte kuzuresaru. | 19 settembre 2022 |         |
| 24       | 12 | Ryuen continua a torturare Kei e le dice che la mente l'ha abbandonata e che durante l'esame speciale sulla nave l'aveva aiutata solo per usarla in seguito, ma nonostante ciò la ragazza non si dà per vinta e si rifiuta di dirgli la verità per proteggere Kiyotaka. Nel frattempo, quest'ultimo decide di non andare più al karaoke e si reca da Chabashira, chiedendole di impedire a Ryuen di fare del male a Kei affinché la classe D possa avanzare di grado, cosa che lei accetta dopo che le ha dimostrato di aver chiesto l'aiuto di Manabu in qualità di testimone in cambio dell'adesione di Suzune al consiglio studentesco. A questo punto, Kiyotaka entra nel cantiere per salvare Kei e rivela di essere la mente, così Ryuen ordina ad Albert e Ishizaki di picchiarlo, ma entrambi vengono sconfitti, poi Kiyotaka dice a Ryuen di avergli fatto credere di avere la situazione in pugno e stende anche Ibuki. Arriva così il momento del confronto finale, Ryuen e Kiyotaka si impegnano in un duro combattimento, dove il primo sostiene che la violenza sia il vero potere e che non ha mai provato paura in vita sua. Quando Kiyotaka prende il sopravvento, questi colpisce violentemente il viso di Ryuen dimostrando di essere privo di emozioni, e ciò suscita paura e confusione in Ryuen, il quale perde i sensi. Alla fine, Kiyotaka va a confortare Kei e la rassicura che verrà a salvarla qualunque cosa accada mentre lei piange tra le sue braccia. |                   |         |
| 25       | 13 | Il peggior nemico che tu possa incontrare, sarai tu stesso. 「あなたが出会う最悪の敵は、常にあなた自身だ。」 - Anata ga deau saiaku no teki wa, tsuneni anata jishin da. | 26 settembre 2022 |         |
| 25       | 13 | Dopo aver perso contro Kiyotaka, Ryuen pensa di lasciare l'istituto, cosa che fa arrabbiare Mio che gli dà un calcio. Dopo che Kei ha riflettuto sui suoi sentimenti per Kiyotaka, incontra Maya in un bar che le dice che si confesserà al ragazzo il giorno di Natale, cosa che la impensierisce. Alla sera, questa riceve la chiamata di Kiyotaka che le chiede di indagare su Sato. Il giorno dopo, Kiyotaka fa sapere a Suzune che suo fratello desidera che lei si unisca al consiglio studentesco e dopo una telefonata con quest'ultimo lei decide di declinare l'offerta, almeno per il momento. Più tardi, Kiyotaka parla con Ryuen di come lo abbia salvato dall'espulsione facendo manomettere le telecamere e prevede che la classe D un giorno diventerà la C ma retrocederà dopo che avrà fatto espellere Kushida. Il giorno di Natale, Kiyotaka e Maya incontrano Kei e Hirata e danno inizio a un doppio appuntamento; finito quest'ultimo, Kei e Hirata se ne vanno e Maya si confessa a Kiyotaka, ma lui la rifiuta perché non ha mai provato sentimenti romantici verso nessuno e lei se ne va in lacrime. Kei, dopo aver assistito alla scena, chiede al ragazzo se lui veda tutti come strumenti da utilizzare, a cui lui risponde in maniera neutra. Kei gli fa un regalo, al quale Kiyotaka ricambia con una medicina e mentre i due tornano indietro, lui la chiama per nome per la prima volta e riflette sul fatto che lei sia una buona pedina e si chiede se un giorno riuscirà a vedere le persone come tali. Dopo che i due si sono separati, arriva Arisu che rivela di conoscerlo e di sapere cosa sia la White Room, poi mostra la sua intenzione di abbatterlo, e lui le chiede se sarà in grado di farlo. |                   |         |

### Terza stagione
| Nº serie | Nº | Titolo italiano Giapponese 「Kanji」 - Rōmaji | In onda          | In onda |
| Nº serie | Nº | Titolo italiano Giapponese 「Kanji」 - Rōmaji | Giapponese       |         |
| 26       | 1  | Il più forte principio di crescita giace nella scelta umana. 「何かを選ぶことこそが、成長の最大の糧となる。」 - Nanika o erabu koto koso ga, seichō no saidai no kate to naru. | 3 gennaio 2024   |         |
| 27       | 2  | L'uomo è un lupo per l'uomo. 「人にとって、他の人間は獰猛な狼のようなものだ。」 - Hito ni totte, hoka no ningen wa dōmōna ōkami no yōna monoda. | 10 gennaio 2024  |         |
| 28       | 3  | Più desideri dimenticare qualcosa e più non riuscirai a farlo. 「忘れたいことほど、忘れることはできない。」 - Wasuretai koto hodo, wasureru koto wa dekinai. | 17 gennaio 2024  |         |
| 29       | 4  | Ciò che tu puoi fare è agire per il tuo obiettivo, ma non puoi aspirare ai frutti del tuo operato. 「あなたにできるのは自分の目的のために行動することまでで、その結果を望むようにすることはできない。」 - Anata ni dekiru no wa jibun no mokuteki no tame ni kōdō suru koto made de, sono kekka o nozomu yō ni suru koto wa dekinai. | 24 gennaio 2024  |         |
| 30       | 5  | La fortuna aiuta gli audaci. 「運命は勇気ある者を助ける。」 - Unmei wa yūkiaru mono wo tasukeru. | 31 gennaio 2024  |         |
| 31       | 6  | È meglio ricevere un torto che farlo. 「悪を行うよりも、その悪に傷つけられる方が良い。」 - Aku wo okonau yori mo, sono aku ni kizutsuke rareru hou ga ii. | 7 febbraio 2024  |         |
| 32       | 7  | Le persone farebbero qualsiasi cosa, anche le più folli, pur di non affrontare se stessi. 「人は自らの本質と向き合うのを避けるためなら、 どんな愚かな行いにも手を染めてしまう。」 - Hito wa mizukara no honshitsu to mukiau no o yokeru tamenara, don'na orokana okonai nimote o somete shimau.                                      | 14 febbraio 2024 |         |
| 33       | 8  | Coloro che non ricordano il passato sono condannati a riviverlo. 「過去を顧みぬ者はそれを繰り返し、裁かれる。」 - Kako o kaeriminu mono wa sore o kurikaeshi, sabakareru. | 21 febbraio 2024 |         |
| 34       | 9  | Il sommo diritto è somma giustizia. 「最高の法は、最大の不正を生み出す。」 - Saikō no hō wa, saidai no fusei o umidasu. | 28 febbraio 2024 |         |
| 35       | 10 | La prima causa delle conclusioni assurde è a mio giudizio la mancanza di metodo. 「不条理な結論に至る第一の原因は、 解決の手段が不足していることだ。」 - Fujōrina ketsuron ni itaru daiichi no gen'in wa, kaiketsu no shudan ga fusoku shite iru kotoda.                                                                             | 6 marzo 2024     |         |
| 36       | 11 | In amore esiste solo una regola. Rendere felice chi si ama. 「愛にはたったひとつの決まりしかない。それは愛する者を幸福に導くことだ。」 - Ai ni wa tatta hitotsu no kimari shika nai. Sore wa aisuru mono o kōfuku ni michibiku kotoda.                                                                                               | 13 marzo 2024    |         |
| 37       | 12 | Per i tuoi desideri non devi cambiare il mondo, ma prima di tutto te stesso. 「欲望のために世界を変えるのではなく、まず己を変えよ。」 - Yokubō no tame ni sekai o kaeru node wa naku, mazu onore o kae yo. | 20 marzo 2024    |         |
| 38       | 13 | L'amore è il miglior maestro. 「愛は最も良い教師である。」 - Ai wa mottomo yoi kyōshide aru. | 27 marzo 2024    |         |

## Home video

### Giappone
La prima stagione è stata pubblicata in DVD e Blu-ray dal 4 ottobre al 6 dicembre 2017.
| Volume | Episodi | Data di pubblicazione |
| ------ | ------- | --------------------- |
| 1      | 1–4     | 4 ottobre 2017        |
| 2      | 5-8     | 8 novembre 2017       |
| 3      | 9-12    | 6 dicembre 2017       |

La seconda stagione è stata pubblicata in DVD e Blu-ray dal 23 dicembre 2022 al 22 febbraio 2023.
| Volume | Episodi | Data di pubblicazione |
| ------ | ------- | --------------------- |
| 1      | 1-4     | 23 dicembre 2022      |
| 2      | 5-8     | 25 gennaio 2023       |
| 3      | 9-12    | 22 febbraio 2023      |

La terza stagione viene pubblicata in DVD e Blu-ray dal 29 maggio al 24 luglio 2024.
| Volume | Episodi | Data di pubblicazione |
| ------ | ------- | --------------------- |
| 1      | 1-4     | 29 maggio 2024        |
| 2      | 5-8     | 26 giugno 2024        |
| 3      | 9-12    | 24 luglio 2024        |